# Dourbes
Dourbes is een plaats en deelgemeente van de Belgische gemeente Viroinval.
Dourbes ligt in de provincie Namen en was tot 1 januari 1977 een zelfstandige gemeente. Dourbes ligt aan de Viroin.

## Demografische ontwikkeling
- Bronnen:NIS, Opm:1831 tot en met 1970=volkstellingen

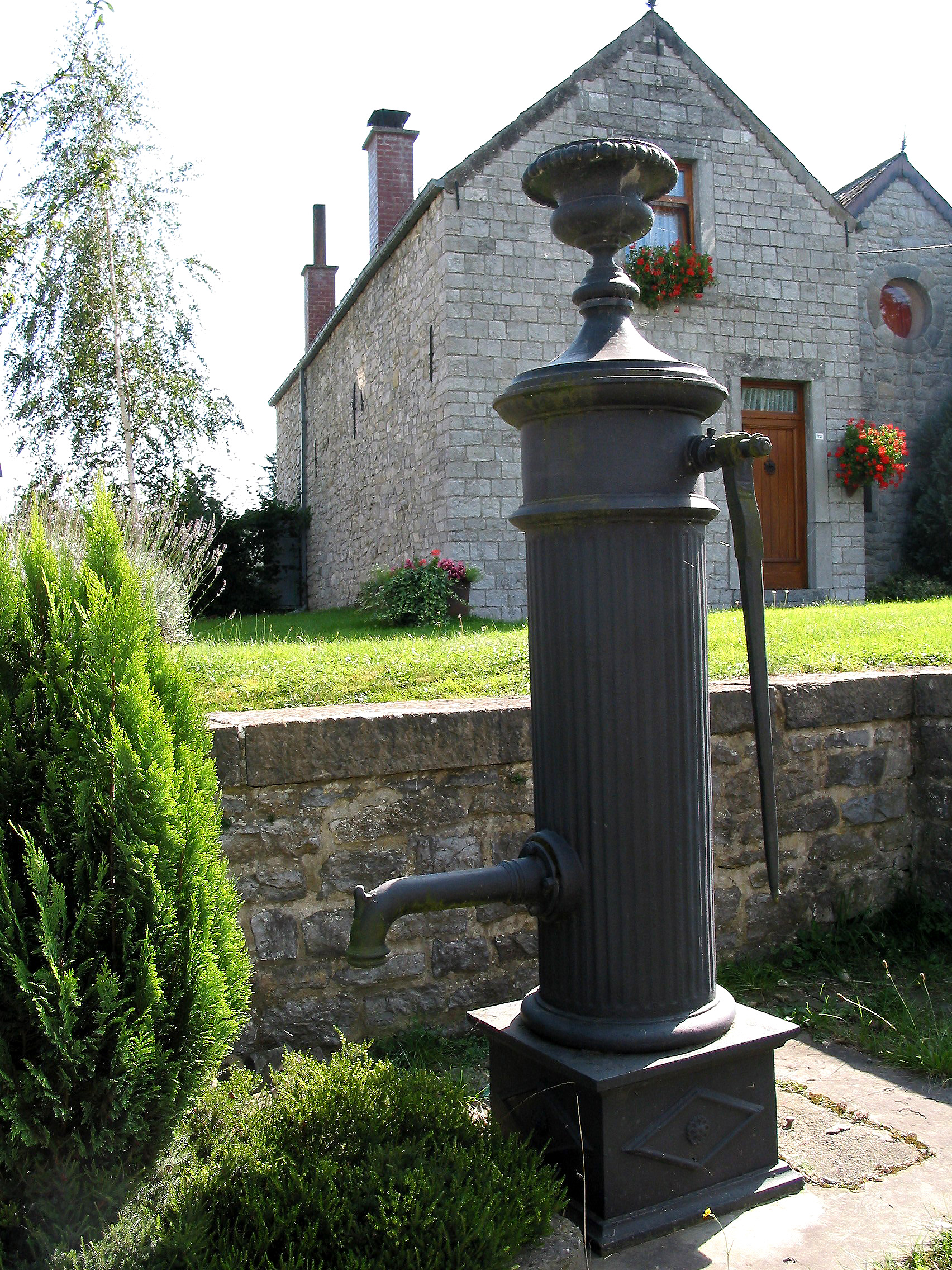
pomp
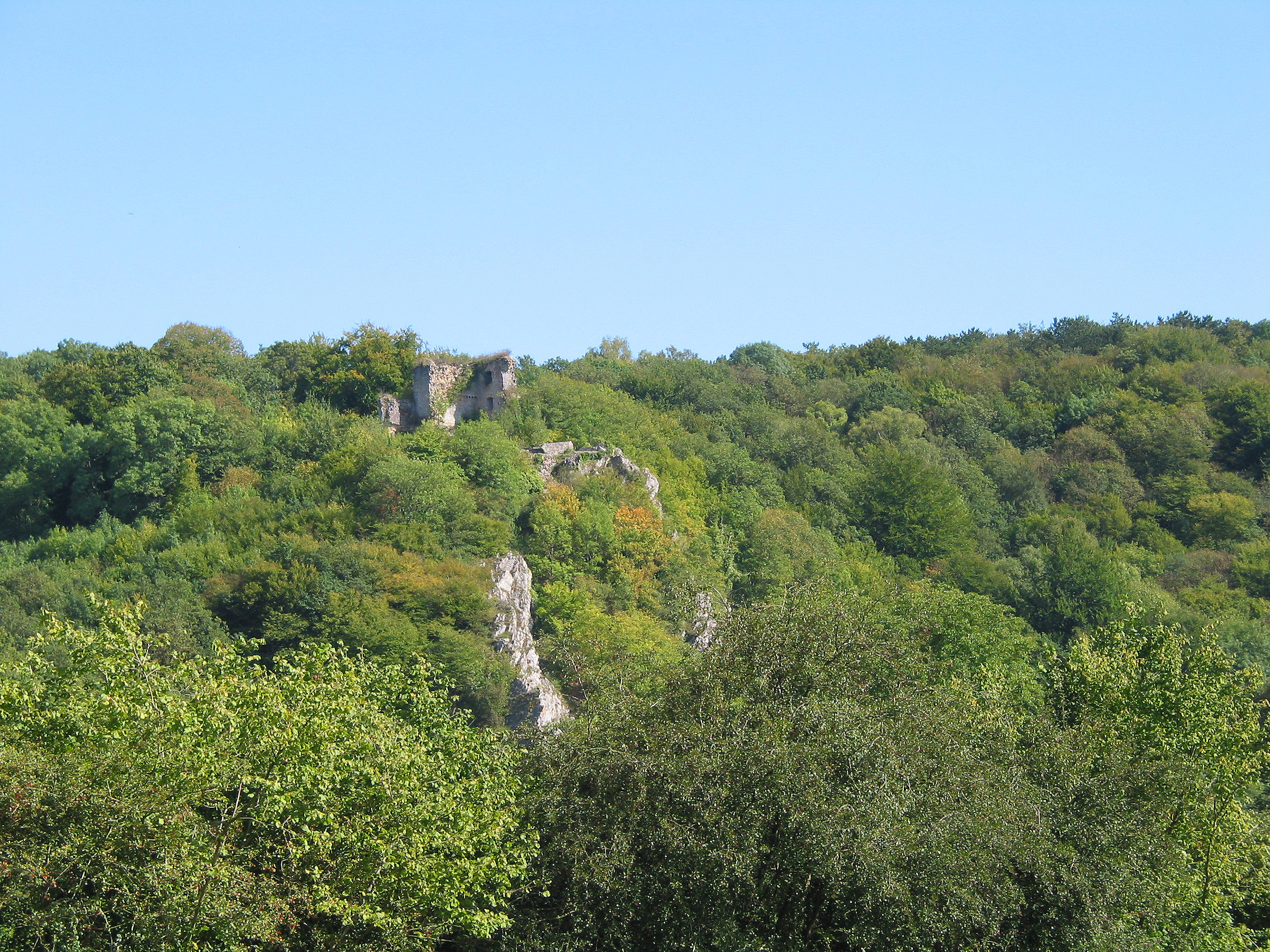
ruïne van het slot Hauteroche